# Sorabi

Luzacia, patria sorabilor în Europa

Sorabii (în germană Sorben, în sorabă de jos Serby, în sorabă de sus Serbja) sunt un popor slav care locuiește în regiunea Germaniei numită Luzacia. Sunt împărțiți în două grupuri etnice: sorabii de jos și sorabii de sus. Această diviziune este reflectată în limbile folosite de reprezentanții celor două grupuri.

## Demografie
În ciuda statisticilor din perioada comunistă, astăzi numărul vorbitorilor activi de soraba superioară (de sus) probabil nu depășește cifra de 15.000 de persoane (mai ales locuitori a vreo 50 de sate catolice, populația protestantă fiind aproape cu desăvârșire deznaționalizată). Soraba inferioară (de jos) practic nu mai este întrebuințată în conversația cotidiană.
În anul 1999 a fost adoptată legea pentru protejarea identității sorabe în teritoriul locuit de sorabi din landul Saxonia.
În Statele Unite ale Americii (Texas, în special localitatea Serbin) au apărut unii entuziaști, urmași ai imigranților protestanți vorbitori de soraba superioară, care se interesează de tradițiile strămoșilor veniți din Europa. În Cehia și în Polonia imigranții de origine sorabă se asimilează repede, adesea uitându-și limba maternă, foarte apropiată de limbile cehă și polonă.

## Situația de după unificarea Germaniei
Din 2008 până 2017 un sorab a fost pentru prima dată, în persoana lui Stanislaw Tillich, președintele landului Saxonia.
Din 2014 a fost înregistrată o creștere a atacurilor extremiștilor de dreapta împotriva sorabilor.

## Galerie

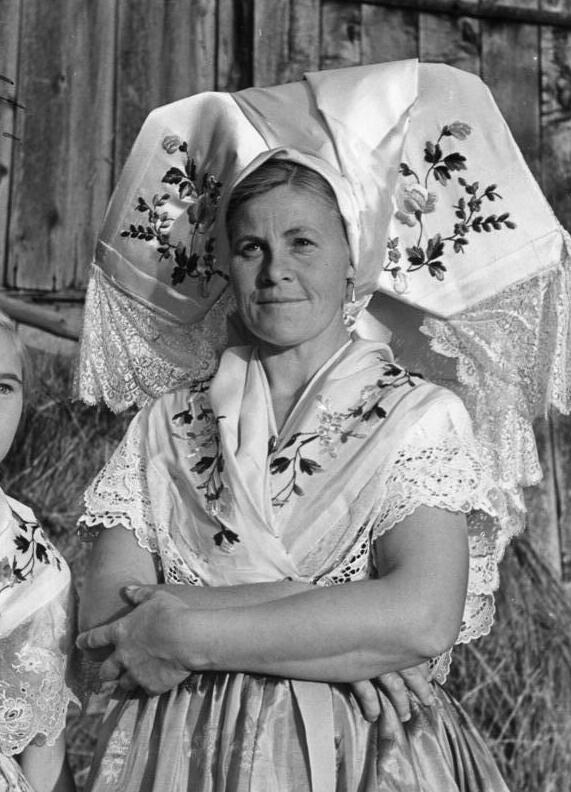
Port sorab
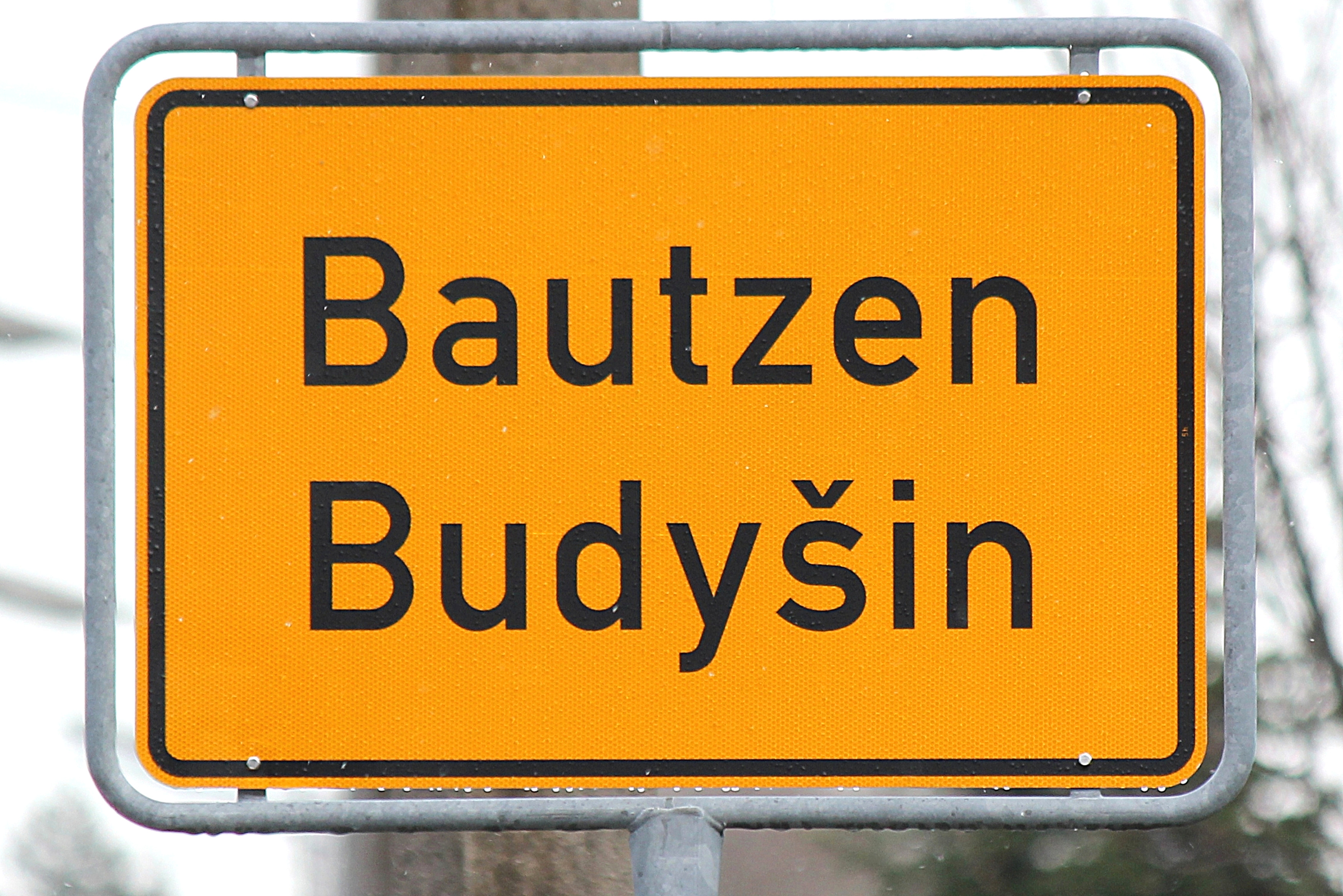
Indicator bilingv
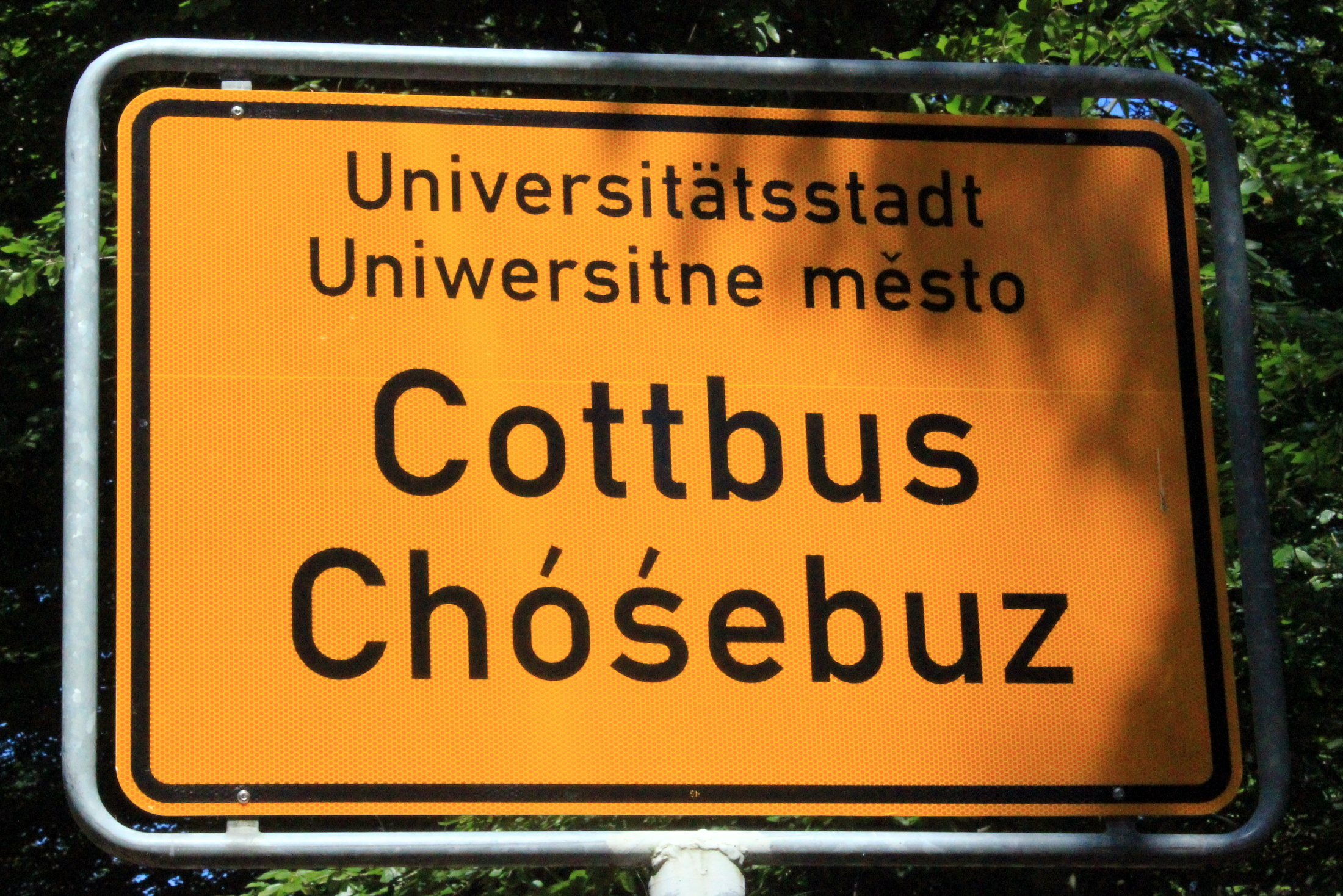
Indicator bilingv
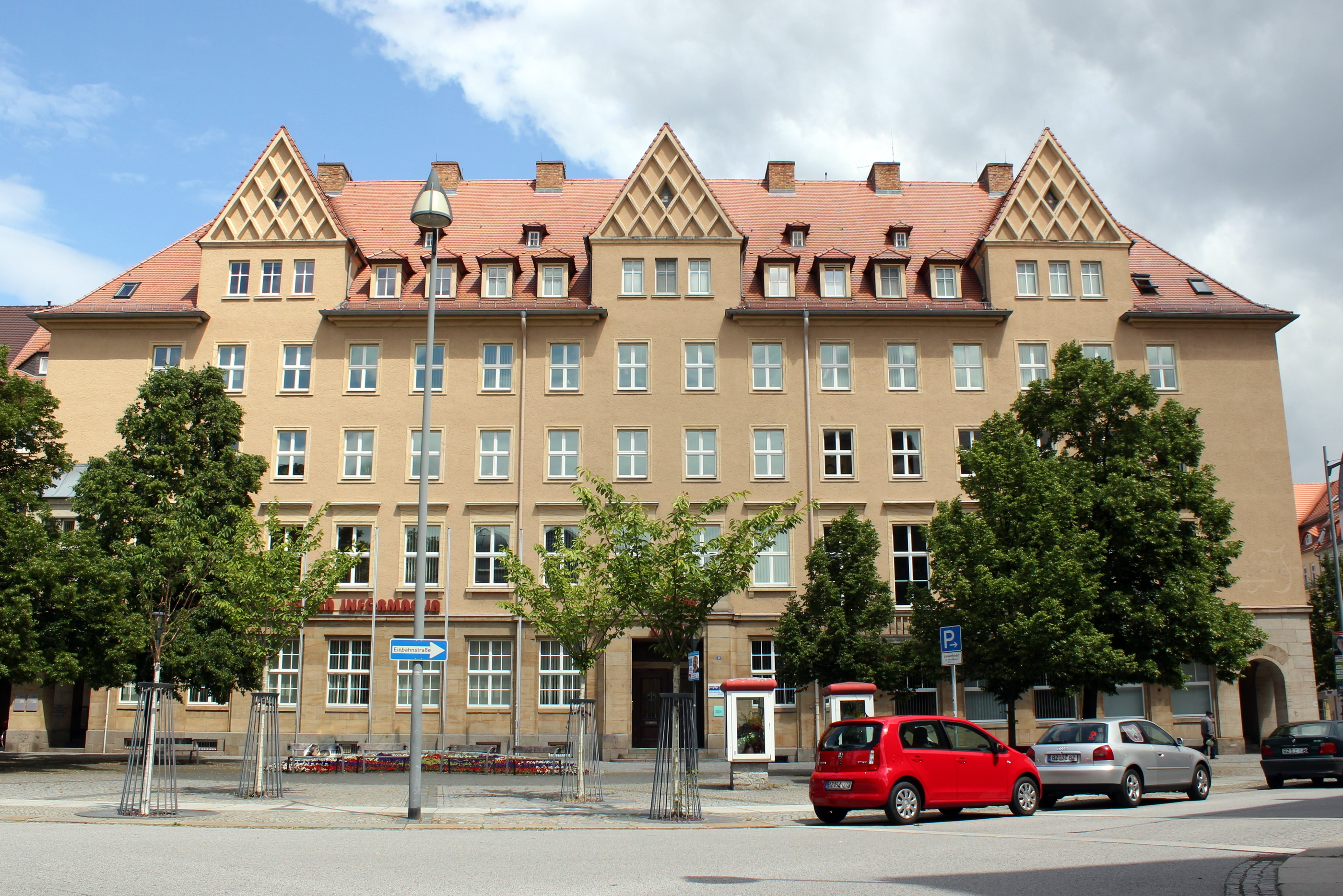
Serbski dom (Casa sorbilor) - sediul partidului Domowina din Bautzen

## Localități și cartiere populate cu sorabi în Germania
Lista bilingvă de localități și cartiere (Ortsteil) populate cu sorabi la data intrării în vigoare a Legii pentru stabilirea drepturilor sorabilor în landul Brandenburg din 7 iulie 1994:
- Briesen / Brjazyna
- Burg (Spreewald) / Bórkowy (Błota)
- Byhleguhre-Byhlen / Běła Góra-Bělin
- Cottbus/Chóśebuz
- Dissen-Striesow / Dešno-Strjažow
- Drachhausen / Hochoza
- Drebkau / Drjowk
- Drehnow / Drjenow
- Felixsee - Ortsteil Bloischdorf / Feliksowy jazor - wejsny źěl Błobošojce
- Forst (Lausitz) - Ortsteil Horno / Baršć (Łužyca) - měsćański źěl Rogow
- Guhrow / Góry
- Heinersbrück / Móst
- Hornow-Wadelsdorf / Lěšće-Zakrjejc
- Jänschwalde / Janšojce
- Kolkwitz / Gołkojce
- Lübbenau/Spreewald / Lubnjow/Błota
- Neu Zauche / Nowa Niwa
- Peitz / Picnjo
- Schmogrow-Fehrow / Smogorjow-Prjawoz
- Spremberg / Grodk
- Straupitz / Tšupc
- Tauer / Turjej
- Teichland / Gatojce
- Turnow-Preilack / Turnow-Pśiłuk
- Vetschau/Spreewald / Wětošow/Błota
- Welzow - Ortsteil Proschim / Wjelcej - měsćański źěl Prožym
- Werben / Wjerbno
- Wiesengrund - Ortsteil Mattendorf / Łukojce - wejsny źěl Matyjojce